# Дром (река)
Дром (фр. Drôme) — река во Франции, левый приток Роны, протекает по территории департамента Дром на юго-востоке страны.
Длина реки составляет 110 км. Площадь бассейна 1640 км². Средний расход воды — 20 м³/с.
Дром берёт своё начало на территории коммуны Ла-Бати-де-Фон в Альпах Дофине. Генеральным направлением течения реки является северо-запад. Впадает в Рону между Ливрон-сюр-Дром и Лорьоль-сюр-Дром ниже Валанса.
Дно каменистое. Река Дром с зимним паводком с декабря по март включительно, максимум в январе-феврале. Самый низкий уровень воды в реке летом, в период с июля по сентябрь включительно. Несудоходна.